# Haptòfits
Els haptòfits (Haptophyta) és un grup d'algues unicel·lulars. Els seus cloroplasts es pigmenten de forma semblant a la dels heteroconts (com en les crisofícies), però es diferencien en la resta de l'estructura cel·lular, de manera que pot ser que siguin una línia evolutiva separada en la que els cloroplasts es deriven d'endosimbiosis similars.
Les cèl·lules tenen típicament dos flagels lleugerament desiguals, que són llisos, i un únic orgànul denominat haptonema, que se superficialment similar a un flagel però que es diferencia del mateix en el conjunt de microtúbuls i en el seu ús. Els mitocondris tenen crestes tubulars.
Els hiptòfits més coneguts són els cocolitòfors (ordres dels cocolitals i isocrisidals), que tenen un exoesquelet de plaques calcàries denominades cocolitos. Constitueixen el fitoplàncton marí més abundant, especialment en mar obert i és extremadament abundant com a microfòssil. Altres haptòfits planctònics inclouen Chrysochromulina i Prymnesium, que periòdicament produeixen floracions algals marines tòxiques, i Phaeocystis que produeix floracions que poden generar una escuma desagradable que s'acumula sovint a les platges. Estudis moleculars i morfològics divideixen els haptòfits en cinc ordres.